# Vasilevo, Dobrici
Vasilevo (în bulgară Василево, în română Vasileva) este un sat în comuna Gheneral-Toșevo, regiunea Dobrici, Dobrogea de Sud, Bulgaria. 
Între anii 1913-1940 a făcut parte din plasa Casim a județului Caliacra, România. 

## Demografie
Componența etnică a satului Vasilevo
     Turci (6,05%)
     Bulgari (32,27%)
     Romi (47,55%)
     Nicio identificare (12,39%)
     Altele (1,72%)
La recensământul din 2011, populația satului Vasilevo era de 347 locuitori. Nu există o etnie majoritară, locuitorii fiind romi (47,55%), bulgari (32,27%) și turci (6,05%). Pentru 12,39% din locuitori nu este cunoscută apartenența etnică.